# Faro de Tsurugisaki
El Faro de Tsurugisaki (en japonés: 剱埼灯台) es un faro situado en el cabo Tsurugi, en el extremo sureste de la ciudad de Miura, prefectura de Kanagawa, Japón, ubicada a su vez en el extremo sureste de la península de Miura. (En el extremo occidental al sur de la península de Miura se alza el faro Jogashima.) 
El faro Tsurugisaki es uno de los ocho faros que se construyeron en el periodo Meiji de Japón, bajo las disposiciones del Tratado Anglo-Japonés de Amistad y Comercio de 1858, firmado en el período Bakumatsu del Shogunato Tokugawa. El faro fue diseñado y construido por el ingeniero británico Richard Henry Brunton. Brunton construyó otros 25 faros desde el extremo norte de Hokkaido hasta el sur de Kyūshū durante su carrera en Japón.